# Supercopa Brasil de Basquete Masculino de 2011
A Supercopa Brasil de Basquete de 2011 foi um torneio de basquete masculino organizado pela Confederação Brasileira de Basketball, equivalente à segunda divisão do Campeonato Brasileiro (Novo Basquete Brasil). 

## Formato e participantes
Os times foram divididos em torneios regionais onde disputam vaga para a próxima fase. Ao final da primeira etapa, 8 Equipes ganham o direito de disputar a etapa nacional da competição a partir dos resultados das cinco competições regionais, que assim definirão os finalistas: Copa Brasil Sul (2), Copa Brasil Sudeste (3), Copa Brasil Nordeste (1), Copa Brasil Norte (1) e Copa Brasil Centro-Oeste (1). O campeão e o vice da Supercopa Brasil 2011 ganharão direito de pleitar uma vaga na edição 2011/12 do NBB, desde que atendam todos os requisitos exigidos pela LNB.
É o maior e mais democrático torneio de basquetebol disputado no Brasil, com 35 Equipes de 20 Unidades Federativas.

| - Rio Claro - Liga Sorocabana - Paraíso Basquete - Olímpico Club - Campo Mourão - Londrina - Rio Verde |  | - Tijuca Tênis Clube - Macaé Sports - Cabo Frio - Caxias do Sul - Sogipa - Brusque - Unoesc |  | - IESPLAN - UCB - A. A. São Camilo - Dom Bosco - Assembléia Paraense - S.E.R. São José - Atual Centro de Ensino |  | - FTC/EAD - Liga de Alagoinhas - Campinense - Cabo Branco - AD Mirante - AD Pinguim - Dom Bosco |  | - Sport Recife - Universidade Católica - AABB Natal - Potiguar - Usina Coruripe - São Domingos - Uniara Basket Clube |

## COPA BRASIL SUL
Participantes:
| - Caxias do Sul - Sogipa - Campo Mourão |  | - Brusque - Unoesc - Londrina |

### Grupo A
| 11 de novembro de 2010 | BRUSQUE/FME/UNIFEBE 74-55 PEPSI/SOGIPA          |
| 12 de novembro de 2010 | PEPSI/SOGIPA WO-0 NOVO BASQUETE LONDRINA        |
| 13 de novembro de 2010 | BRUSQUE/FME/UNIFEBE WO-0 NOVO BASQUETE LONDRINA |

### Grupo B
| 12 de novembro de 2010 | CAMPO MOURÃO 83-81 CAXIAS DO SUL/TRICHES |
| 13 de novembro de 2010 | CAXIAS DO SUL/TRICHES 95-88 AVIBA/UNOESC |
| 14 de novembro de 2010 | CAMPO MOURÃO 86-72 AVIBA/UNOESC          |

### Fase final
| 3 de dezembro de 2010 | CAMPO MOURÃO 96-65 PEPSI/SOGIPA                 |
| 3 de dezembro de 2010 | CAXIAS DO SUL/TRICHES 92-85 BRUSQUE/FME/UNIFEBE |
| 4 de dezembro de 2010 | BRUSQUE/FME/UNIFEBE 84-81 CAMPO MOURÃO          |
| 4 de dezembro de 2010 | CAXIAS DO SUL/TRICHES 83-73 PEPSI/SOGIPA        |
| 5 de dezembro de 2010 | BRUSQUE/FME/UNIFEBE 82-95 PEPSI/SOGIPA          |
| 5 de dezembro de 2010 | CAXIAS DO SUL/TRICHES 73-74 CAMPO MOURÃO        |

Classificados à SUPER COPA BRASIL:

 CAMPO MOURÃO &  CAXIAS DO SUL

## COPA BRASIL SUDESTE
Participantes:
| - Rio Claro - Liga Sorocabana - Paraíso Basquete - Olímpico Club |  | - Tijuca Tênis Clube - Macaé Sports - Cabo Frio |

### Turno e returno
| 27 de janeiro de 2011   | OLYMPICO CLUB 52-76 LIGA SOROCABANA       |
| 27 de janeiro de 2011   | PARAÍSO BASQUETE 54-51 RIO CLARO          |
| 27 de janeiro de 2011   | TIJUCA TÊNIS CLUBE 79-55 MACAÉ SPORTS     |
| 29 de janeiro de 2011   | OLYMPICO CLUB 55-72 RIO CLARO             |
| 29 de janeiro de 2011   | PARAÍSO BASQUETE 62-78 LIGA SOROCABANA    |
| 03 de fevereiro de 2011 | RIO CLARO 85-67 TIJUCA TÊNIS CLUBE        |
| 03 de fevereiro de 2011 | LIGA SOROCABANA 97-56 CABO FRIO           |
| 05 de fevereiro de 2011 | RIO CLARO 88-42 CABO FRIO                 |
| 05 de fevereiro de 2011 | LIGA SOROCABANA 80-68 TIJUCA TÊNIS CLUBE  |
| 05 de fevereiro de 2011 | PARAÍSO BASQUETE 57-67 OLYMPICO CLUB      |
| 08 de fevereiro de 2011 | CABO FRIO 66-69 MACAÉ SPORTS              |
| 10 de fevereiro de 2011 | RIO CLARO 73-75 LIGA SOROCABANA           |
| 12 de fevereiro de 2011 | TIJUCA TÊNIS CLUBE 75-66 OLYMPICO CLUB    |
| 12 de fevereiro de 2011 | CABO FRIO 82-74 PARAÍSO BASQUETE          |
| 12 de fevereiro de 2011 | LIGA SOROCABANA 98-47 MACAÉ SPORTS        |
| 13 de fevereiro de 2011 | RIO CLARO 79-67 MACAÉ SPORTS              |
| 14 de fevereiro de 2011 | TIJUCA TÊNIS CLUBE 98-77 PARAÍSO BASQUETE |
| 15 de fevereiro de 2011 | CABO FRIO 77-75 OLYMPICO CLUB             |
| 17 de fevereiro de 2011 | TIJUCA TÊNIS CLUBE 106-75 CABO FRIO       |
| 17 de fevereiro de 2011 | MACAÉ SPORTS 62-67 OLYMPICO CLUB          |
| 19 de fevereiro de 2011 | MACAÉ SPORTS 85-80 PARAÍSO BASQUETE       |

| 24 de fevereiro de 2011 | LIGA SOROCABANA 93-78 OLYMPICO CLUB       |
| 24 de fevereiro de 2011 | RIO CLARO 83-57 PARAÍSO BASQUETE          |
| 24 de fevereiro de 2011 | MACAÉ SPORTS 80-78 TIJUCA TÊNIS CLUBE     |
| 26 de fevereiro de 2011 | RIO CLARO 100-81 OLYMPICO CLUB            |
| 26 de fevereiro de 2011 | LIGA SOROCABANA 93-87 PARAÍSO BASQUETE    |
| 01 de março de 2011     | LIGA SOROCABANA 81-76 RIO CLARO           |
| 01 de março de 2011     | OLYMPICO CLUB 76-68 PARAÍSO BASQUETE      |
| 01 de março de 2011     | MACAÉ SPORTS 79-67 CABO FRIO              |
| 03 de março de 2011     | CABO FRIO 52-67 TIJUCA TÊNIS CLUBE        |
| 10 de março de 2011     | TIJUCA TÊNIS CLUBE 81-79 RIO CLARO        |
| 10 de março de 2011     | CABO FRIO 66-76 LIGA SOROCABANA           |
| 10 de março de 2011     | PARAÍSO BASQUETE 67-82 MACAÉ SPORTS       |
| 12 de março de 2011     | CABO FRIO 48-71 RIO CLARO                 |
| 12 de março de 2011     | TIJUCA TÊNIS CLUBE 92-61 LIGA SOROCABANA  |
| 12 de março de 2011     | OLYMPICO CLUB 83-76 MACAÉ SPORTS          |
| 14 de março de 2011     | MACAÉ SPORTS 70-96 RIO CLARO              |
| 17 de março de 2011     | OLYMPICO CLUB 113-119 TIJUCA TÊNIS CLUBE  |
| 17 de março de 2011     | MACAÉ SPORTS 89-82 LIGA SOROCABANA        |
| 17 de março de 2011     | PARAÍSO BASQUETE WO-0 CABO FRIO           |
| 19 de março de 2011     | PARAÍSO BASQUETE 71-85 TIJUCA TÊNIS CLUBE |
| 19 de março de 2011     | OLYMPICO CLUB 100-77 CABO FRIO            |

### Classificação
| Pos. | Equipe           | Pts | PJ | PG | PP | PF    | PC  | Average |
| ---- | ---------------- | --- | -- | -- | -- | ----- | --- | ------- |
| 1.   | Liga Sorocabana  | 22  | 12 | 10 | 2  | 990   | 849 | 1.1660  |
| 2.   | Tijuca TC        | 21  | 12 | 9  | 3  | 1.015 | 894 | 1.1353  |
| 3.   | Rio Claro        | 20  | 12 | 8  | 4  | 953   | 808 | 1.1794  |
| 4.   | Macaé Sports     | 18  | 12 | 6  | 6  | 861   | 942 | 0.9140  |
| 5.   | Olympico         | 17  | 12 | 5  | 7  | 923   | 952 | 0.9695  |
| 6.   | Paraíso Basquete | 14  | 12 | 2  | 10 | 717   | 857 | 0.8366  |
| 7.   | Cabo Frio        | 14  | 12 | 2  | 10 | 708   | 927 | 0.7637  |

### Fase final
| 23 de março de 2011 | MACAÉ SPORTS 70-71 LIGA SOROCABANA |
| 23 de março de 2011 | RIO CLARO 93-80 TIJUCA TÊNIS CLUBE |
| 26 de março de 2011 | LIGA SOROCABANA 77-69 MACAÉ SPORTS |
| 26 de março de 2011 | TIJUCA TÊNIS CLUBE 70-92 RIO CLARO |

| 31 de março de 2011 | MACAÉ SPORTS 71-76 TIJUCA TÊNIS CLUBE |
| 2 de abril de 2011  | TIJUCA TÊNIS CLUBE 97-89 MACAÉ SPORTS |

| 31 de março de 2011 | RIO CLARO 73-63 LIGA SOROCABANA |
| 2 de abril de 2011  | LIGA SOROCABANA 78-79 RIO CLARO |

Classificados à SUPER COPA BRASIL:

 RIO CLARO (Campeão),  LIGA SOROCABANA &  TIJUCA

## COPA BRASIL NORDESTE
Participantes:
| - AABB Natal - Potiguar - Campinense - Cabo Branco - Usina Coruripe |  | - Sport Recife - Universidade Católica - FTC/EAD - Liga de Alagoinhas - São Domingos |

### Grupo A
| 18 de março de 2011 | CAMPINENSE 71-54 AABB NATAL  |
| 18 de março de 2011 | CABO BRANCO 61-63 POTIGUAR   |
| 19 de março de 2011 | CAMPINENSE 92-61 POTIGUAR    |
| 19 de março de 2011 | CABO BRANCO 48-55 AABB NATAL |
| 20 de março de 2011 | AABB NATAL 76-74 POTIGUAR    |
| 20 de março de 2011 | CAMPINENSE 71-68 CABO BRANCO |

### Grupo B
| 18 de março de 2011 | SPORT RECIFE 80-61 ASBRADEC/FTC/EAD/TOGO                  |
| 18 de março de 2011 | UNIVERSIDADE CATÓLICA/UNICAP WO-WO LIGA DE ALAGOINHAS/PMA |
| 19 de março de 2011 | ASBRADEC/FTC/EAD/TOGO 88-54 SÃO DOMINGOS                  |
| 19 de março de 2011 | LIGA DE ALAGOINHAS/PMA 0-WO USINA CORURIPE/IDESE          |
| 20 de março de 2011 | SPORT RECIFE 87-56 SÃO DOMINGOS                           |
| 20 de março de 2011 | USINA CORURIPE/IDESE WO-0 UNIVERSIDADE CATÓLICA/UNICAP    |

### Fase final
| 8 de abril de 2011  | CAMPINENSE 52-47 USINA CORURIPE/IDESE   |
| 8 de abril de 2011  | SPORT RECIFE 91-51 CABO BRANCO          |
| 9 de abril de 2011  | CAMPINENSE 50-60 CABO BRANCO            |
| 9 de abril de 2011  | SPORT RECIFE 81-52 USINA CORURIPE/IDESE |
| 10 de abril de 2011 | USINA CORURIPE/IDESE 78-72 CABO BRANCO  |
| 10 de abril de 2011 | SPORT RECIFE 93-49 CAMPINENSE           |

Classificado à SUPER COPA BRASIL:

 SPORT RECIFE

## COPA BRASIL CENTRO-OESTE
Participantes:
| - IESPLAN - UCB - Rio Verde |  | - A. A. São Camilo/SINOP - Dom Bosco |

### Circuito único
| 29 de março de 2011 | DOM BOSCO WO-0 UCB               |
| 29 de março de 2011 | SÃO CAMILO/SINOP 67-58 RIO VERDE |
| 30 de março de 2011 | IESPLAN WO-0 UCB                 |
| 30 de março de 2011 | SÃO CAMILO/SINOP 58-43 DOM BOSCO |
| 31 de março de 2011 | DOM BOSCO 75-82 IESPLAN          |
| 31 de março de 2011 | RIO VERDE WO-0 UCB               |
| 1 de abril de 2011  | SÃO CAMILO/SINOP WO-0 UCB        |
| 1 de abril de 2011  | RIO VERDE 58-70 IESPLAN          |
| 2 de abril de 2011  | DOM BOSCO 82-51 RIO VERDE        |
| 2 de abril de 2011  | SÃO CAMILO/SINOP 79-61 IESPLAN   |

Classificado à SUPER COPA BRASIL:

 A. A. SÃO CAMILO

## COPA BRASIL NORTE
Participantes:
| - Assembléia Paraense - S.E.R. São José - Atual Centro de Ensino - Dom Bosco |  | - AD Mirante - AD Pinguim - Uniara Basket Clube |

Os clubes estavam inicialmente divididos em 2 grupos. O "A" tinha São José, Assembléia Paraense e Mirante; o "B" tinha Atual Centro de Ensino, Uniara, Dom Bosco e Pinguim. Às vésperas do início do torneio os clubes maranhenses Mirante e Pinguim desistiram da competição, que então foi disputada em Circuito Único.

### Circuito único
| 4 de abril de 2011 | UNIARA BASKET CLUB 66-77 ATUAL CENTRO DE ENSINO  |
| 4 de abril de 2011 | DOM BOSCO 35-108 S.E.R SÃO JOSÉ                  |
| 5 de abril de 2011 | UNIARA BASKET CLUB 77-46 DOM BOSCO               |
| 5 de abril de 2011 | ATUAL CENTRO DE ENSINO 70-73 ASSEMBLÉIA PARAENSE |
| 6 de abril de 2011 | DOM BOSCO 22-115 ASSEMBLÉIA PARAENSE             |
| 6 de abril de 2011 | UNIARA BASKET CLUB 61-76 S.E.R SÃO JOSÉ          |
| 7 de abril de 2011 | UNIARA BASKET CLUB 55-103 ASSEMBLÉIA PARAENSE    |
| 7 de abril de 2011 | ATUAL CENTRO DE ENSINO 80-75 S.E.R SÃO JOSÉ      |
| 8 de abril de 2011 | ATUAL CENTRO DE ENSINO 104-47 DOM BOSCO          |
| 8 de abril de 2011 | S.E.R SÃO JOSÉ 69-46 ASSEMBLÉIA PARAENSE         |

Classificado à SUPER COPA BRASIL:

 S.E.R SÃO JOSÉ

## SUPERCOPA 2011
Participantes:
| - Rio Claro - Liga Sorocabana - Tijuca Tênis Clube - Sport Recife |  | - Campo Mourão - Caxias do Sul - A. A. São Camilo - S.E.R São José |

SEDE: TIJUCA TÊNIS CLUBE, Rio de Janeiro

### Grupo A
| 9 de maio de 2011  | CAMPO MOURÃO 57-65 SÃO JOSÉ     |
| 9 de maio de 2011  | RIO CLARO 89-44 SPORT RECIFE    |
| 10 de maio de 2011 | CAMPO MOURÃO 60-69 SPORT RECIFE |
| 10 de maio de 2011 | RIO CLARO 68-58 SÃO JOSÉ        |
| 11 de maio de 2011 | SPORT RECIFE 83-93 SÃO JOSÉ     |
| 11 de maio de 2011 | RIO CLARO 83-57 CAMPO MOURÃO    |

### Grupo B
| 9 de maio de 2011  | LIGA SOROCABANA 87-58 CAXIAS DO SUL |
| 9 de maio de 2011  | TIJUCA 79-64 SÃO CAMILO             |
| 10 de maio de 2011 | CAXIAS DO SUL 72-71 SÃO CAMILO      |
| 10 de maio de 2011 | LIGA SOROCABANA 54-76 TIJUCA        |
| 11 de maio de 2011 | LIGA SOROCABANA 113-53 SÃO CAMILO   |
| 11 de maio de 2011 | TIJUCA 86-63 CAXIAS DO SUL          |

### Fase final
SEMI-FINAL
| 12 de maio de 2011 | TIJUCA (17) 71-71 (12) SÃO JOSÉ |
| 12 de maio de 2011 | RIO CLARO 76-88 LIGA SOROCABANA |

Decisão de 3º lugar
| 13 de maio de 2011 | RIO CLARO 79-74 SÃO JOSÉ |

FINAL
| 13 de maio de 2011 | TIJUCA 77-73 LIGA SOROCABANA |

 *As duas equipes finalistas tem direito a pleitear uma vaga na NBB (Novo Basquete Brasil - Primeira divisão) desde que atendam as exigências do torneio*
| Supercopa Brasil de 2011                             |
| ---------------------------------------------------- |
| Tijuca Campeão (2º título Brasileiro da 2.ª Divisão) |

| 2º lugar: Liga Sorocabana |
| 3º lugar: Rio Claro       |
| 4º lugar: São José        |
| 5º lugar: Campo Mourão    |
| 6º lugar: Sport Recife    |
| 7º lugar: Caxias do Sul   |
| 8º lugar: São Camilo      |